# Sons of Northern Darkness
Sons of Northern Darkness este cel de-al șaptelea album de studio al formației Immortal. Cu toate că Iscariah apare ca basist în broșura albumului, Abbath a fost cel care a cântat la chitară bas.
Este primul album lansat prin casa de discuri Nuclear Blast. Pe acest album influențele thrash metal sunt mult diminuate, iar producția este îmbunătățită considerabil.
Revista Terrorizer a clasat Sons of Northern Darkness pe locul 14 în clasamentul "Cele mai bune 40 de albume black metal". Aceeași revistă a clasat albumul pe locul 21 în clasamentul "Cele mai bune 40 de albume ale anului 2002".

## Lista pieselor
1. "One By One" - 05:00
2. "Sons Of Northern Darkness" - 04:47
3. "Tyrants" - 06:19
4. "Demonium" - 03:57
5. "Within The Dark Mind" - 07:32
6. "In My Kingdom Cold" - 07:17
7. "Antarctica" - 07:13
8. "Beyond The North Waves" - 08:07

## Personal
- Abbath Doom Occulta - vocal, chitară, chitară bas (cu excepția piesei 1)
- Demonaz Doom Occulta - versuri
- Horgh - baterie
- Iscariah - chitară bas (piesa 1)

## Clasament
| Țara     | Poziția |
| -------- | ------- |
| Finlanda | 31      |
| Germania | 58      |